# Синерама
Синерама (англ. Cinerama, образовано от Cinema и Panorama) — панорамная кинематографическая система, разработанная в 1952 году в США. Её авторы — киноинженер Фред Уоллер и пионер американской магнитной звукозаписи Хазард Ривс. Особенностью киносистемы было одновременное использование трёх киноплёнок, на каждую из которых снималась своя часть панорамного кинокадра с большим горизонтальным углом обзора. Премьера первого фильма «Это Синерама» (англ. This is Cinerama), отснятого по новой системе, состоялась 30 сентября 1952 года на Бродвее.

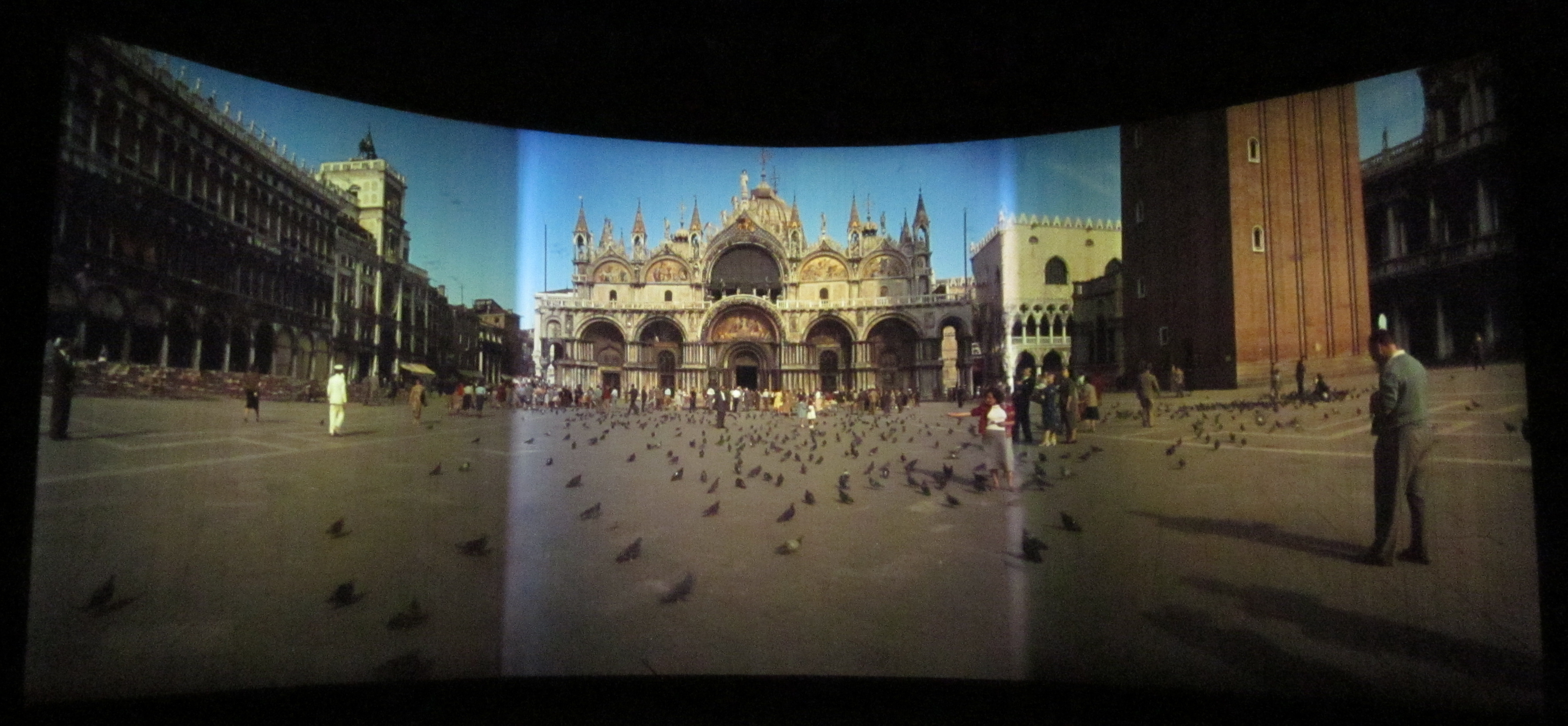
Изображение на экране кинотеатра системы «Синерама»

## Производство
Съёмка фильма велась специальным киносъёмочным аппаратом с тремя синхронизированными лентопротяжными трактами и тремя 35-мм киноплёнками. Изображения на плёнках строили три объектива Eastman Kodak с фокусным расстоянием 27 мм, каждый из которых обеспечивал горизонтальный угол поля зрения 50°. Угол между оптическими осями объективов камеры составлял 48° с таким расчётом, чтобы получаемые изображения обеспечивали взаимное перекрытие в пределах 2°. Фильмовые каналы для киноплёнок расположены так, чтобы оптические оси объективов пересекались в одной точке перед камерой. В итоге, киноплёнка и объектив, расположенные слева, были повернуты вправо и снимали правую часть общей картины. На правую плёнку снималась левая часть широкоэкранного изображения, а на среднюю — центральная.
Система оснащалась общим обтюратором, расположенным в точке пересечения оптических осей объективов перед камерой. Это обеспечивало одновременное экспонирование всех трёх плёнок. Шаг кадра на стандартной 35-мм киноплёнке составлял 6 перфораций, что в полтора раза больше стандартного в 4 перфорации. В результате размер кадрика на каждой из трёх плёнок составлял 25,32 мм в ширину и 28,35 мм в высоту, что давало огромную суммарную площадь негатива 71,3×27,4 мм, превосходящую любой широкоформатный кадр, за исключением IMAX. Частота съёмки и проекции «Синерамы» равнялась 26 кадрам в секунду, за исключением двух последних фильмов, когда она была выбрана стандартной для звукового кино: 24 кадра в секунду. Изображения с трёх киноплёнок совмещались только на экране, давая горизонтальный угол обзора в 146°, превосходящий человеческое поле зрения, включая периферийное. Для уменьшения самозасветки боковые части экрана выполнялись из отдельных узких полос.
Отдельные сцены фильмов всё же снимались на одну плёнку анаморфированного широкого формата «Ультра Панавижн 70» (англ. Ultra Panavision 70) с последующей оптической печатью на три отдельных плёнки фильмокопии «Синерамы». К такому приёму прибегали при необходимости использования более лёгкой и мобильной одноплёночной аппаратуры, особенно в сценах, снятых с движения. В фильме «Как был завоеван Запад» таким образом отснят, например, эпизод сплава по реке на плотах. Кроме того, огромный угол поля зрения киносъёмочных аппаратов «Синерамы» приводил к большим трудностям при съёмке крупных планов актёров. В таких случаях на помощь также приходил одноплёночный формат «Ультра Панавижн 70». С 1963 года все фильмы этой системы снимались по такой технологии с дальнейшим переводом на три киноплёнки.

## Кинотеатры Cinerama

Схема панорамной кинопроекции по системе «Синерама». 1 — кинопроектор правой части изображения; 2 — кинопроектор средней части кадра; 3 — кинопроектор левой части изображения. A, B, C, D, E — заэкранные громкоговорители пяти фронтальных каналов звука; F, G, H — левая, правая и тыловая акустические системы эффектных каналов «звукового окружения»

Проекция фильмов «Синерамы» производилась тремя синхронизированными кинопроекторами, установленными в разных аппаратных под теми же углами друг к другу, что и объективы камеры. Для уменьшения заметности на экране стыков между изображениями, в кадровом окне проекторов устанавливались движущиеся гребёнки вдоль соответствующих сторон кадра.
Получаемое изображение обеспечивало эффект присутствия, несравнимый с другими системами кино. Геометрическое соотношение сторон изображения «Синерамы» составляло 2,59:1, но для каждого зрителя оно зависело от расположения его места в зале из-за сложной формы экрана. 
В специально построенных или переоборудованных кинотеатрах с огромными по тем временам полукруглыми экранами шириной от 25 до 50 метров, посетителям предлагалось невероятно яркое, красочное зрелище с семиканальным звуком. Стереофоническая фонограмма с пятью каналами за экраном и двумя эффектными воспроизводилась с 35-мм перфорированной магнитной ленты, синхронной с кинопроекторами. Один из эффектных каналов содержал звуковые эффекты, которые воспроизводились дополнительными громкоговорителями, расположенными вокруг зрительного зала. Для включения нужных громкоговорителей использовался второй эффектный канал, на котором записывались служебные метки. Специальный пульт управления в зале позволял контролировать работу всей системы и предусматривал регулировку яркости отдельных кинопроекторов и дополнительное микширование звука для каждого сеанса в отдельности.
Первые фильмы «Синерамы» были документально-видовыми. Они позволяли каждому зрителю увидеть недоступные большинству экзотические страны и достопримечательности во всех частях света. Поскольку мировой международный туризм был ещё недостаточно развит, «Синерама» была для многих единственной возможностью «посетить» недоступные места, поскольку эффект присутствия, возникавший из-за активации периферийного зрения практически превращал зрелище в «виртуальную реальность». Первый фильм, который был продемонстрирован в системе «Синерама» был настолько популярен у зрителей, что не сходил с экранов нескольких кинотеатров Америки в течение двух лет, что вызвало пристальный интерес руководителей голливудских киностудий.

## Дальнейшее развитие
Несмотря на успех первых фильмов «Синерамы», её недостатки — неточное совпадение границ частичных изображений и невозможность съёмки крупных планов — оказались неустранимы. Трёхплёночная система так и осталась аттракционом, непригодным для постановочного кинематографа, а дальнейшее развитие получили системы «Синемаскоп» с анаморфированием и «Todd AO» с одной широкой киноплёнкой. Примечательно, что инициатор разработки первой широкоформатной киносистемы Майкл Тодд был одним из создателей «Синерамы». Через пять месяцев после запуска системы «Синерама» компания «Двадцатый век Фокс» представила публике широкоэкранную систему «Синемаскоп» (англ. CinemaScope), использовавшую одну 35-мм плёнку и анаморфотную оптику для съёмок и проекции, а также четырёхканальный звук.
«Синемаскоп» быстро стал популярной технологией и применялся всеми голливудскими киностудиями кроме «Парамаунт», которая разработала собственную широкоэкранную систему «Виставижн» (англ. VistaVision).
Технологии «Синерамы» нашли своё отражение в первых широкоформатных киносистемах, использующих для демонстрации фильма специальные технологии проекции с одной плёнки на сильно изогнутые экраны. В конце концов и «Синерама» отказалась от оригинальной технологии, заменив её форматом «Ультра Синерама» с одной 70-мм киноплёнкой, проецирующейся на цилиндрический экран. Полноценной заменой панорамным форматам стала система IMAX, обеспечивающая цельное резкое изображение на огромных экранах и соответствующий эффект присутствия, особенно в системах 3D объемного кино.

## Super Cinerama и Ultra Cinerama
В 1963 году компанией «Синерама Корпорейшн» был разработан широкопленочный вариант «Синерамы» — «Супер Синерама», в котором вместо трёх стандартных киноплёнок 35-мм использовались три киноплёнки шириной 70-мм. Это было ответом на развитие широкоформатного кинематографа. «Супер Синерама» за счёт использования широкой плёнки обеспечивала горизонтальный угол обзора в 220°, что значительно превосходило традиционный вариант, обеспечивавший только 146°. Во время показа фильма, снятого по этой системе на Международной выставке в Лозанне в 1964 году, использовался экран 8-метровой высоты и 50-метровой ширины.
Одновременно с «Супер Синерамой» компания разработала систему «Ультра Синерама», основанную на одной широкоформатной плёнке, съёмка на которую велась сверхширокоугольным объективом. Для демонстрации на сильно изогнутом экране в фильмокопию при печати вносились предыскажения, которые компенсировали кривизну экрана и позволяли получить неискажённую проекцию. Первым фильмом, снятым по системе «Ультра Синерама», стала картина «Этот безумный, безумный, безумный, безумный мир». Аналогичная технология использовалась в ранних вариантах некоторых широкоформатных киносистем, таких как «Тодд АО» и «Супер Панавижн 70». Со временем этот способ проекции вышел из употребления, уступив место широкоформатному кино с плоским экраном, позволяющим демонстрировать фильмы любых форматов.

## Фильмография
| Год  | Фильм                                           | Примечания |
| ---- | ----------------------------------------------- | --- |
| 1952 | This is Cinerama                                | Документальный фильм, перевыпущен в 1972 году для 70-мм Super Cinerama |
| 1955 | Cinerama Holiday                                | Документальный фильм |
| 1956 | Seven Wonders of the World                      | Документальный фильм |
| 1957 | Search for Paradise                             | Документальный фильм |
| 1958 | South Seas Adventure                            | Документальный фильм |
| 1958 | Windjammer                                      | перевыпущен Cinerama |
| 1962 | The Wonderful World of the Brothers Grimm       | |
| 1962 | Holiday in Spain                                | переработанная версия фильма Запах тайны, изначально снимался по системе Todd-AO, преобразован в 3-ленточную Cinemiracle и показывался в кинотеатрах Cinemiracle и Cinerama |
| 1962 | Как был завоёван Запад                          | несколько сцен были сняты по системе Ultra Panavision 70 |
| 1963 | The Best of Cinerama                            | |
| 1963 | Этот безумный, безумный, безумный, безумный мир | снят по системе Ultra Panavision 70, показывался в кинотеатрах 70-мм Super Cinerama                                                                                         |
| 1964 | Circus World                                    | снят по системе Super Technirama 70, показывался в кинотеатрах 70-мм Super Cinerama                                                                                         |
| 1964 | Mediterranean Holiday                           | снят по системе MCS-70, показывался в кинотеатрах 70-мм Super Cinerama |
| 1965 | The Golden Head                                 | снят по системе Super Technirama 70, показывался только в европейских кинотеатрах 70-мм Super Cinerama                                                                      |
| 1965 | La Fayette                                      | снят по системе Super Technirama 70, показывался только в европейских кинотеатрах 70-мм Super Cinerama                                                                      |
| 1965 | Повесть пламенных лет                           | снят по системе Sovscope-70, показывался только в европейских кинотеатрах 70-мм Super Cinerama                                                                              |
| 1965 | Чёрный тюльпан                                  | снят по системе MCS-70, показывался только в европейских кинотеатрах 70-мм Super Cinerama                                                                                   |
| 1965 | Величайшая из когда-либо рассказанных историй   | снят по системе Ultra Panavision 70, показывался в кинотеатрах 70-мм Super Cinerama                                                                                         |
| 1965 | The Hallelujah Trail                            | снят по системе Ultra Panavision 70, показывался в кинотеатрах 70-мм Super Cinerama                                                                                         |
| 1965 | Battle of the Bulge                             | снят по системе Ultra Panavision 70, показывался в кинотеатрах 70-мм Super Cinerama                                                                                         |
| 1966 | Cinerama's Russian Adventure                    | Документальный фильм, снят по советской системе Кинопанорама, показывался в кинотеатрах Cinerama и 70-мм Super Cinerama                                                     |
| 1966 | Хартум                                          | снят по системе Ultra Panavision 70, показывался в кинотеатрах 70-мм Super Cinerama                                                                                         |
| 1966 | Большой приз                                    | снят по системе Super Panavision 70 с несколькими сценами в MCS-70, показывался в кинотеатрах 70-мм Super Cinerama                                                          |
| 1967 | Custer of the West                              | снят по системе Super Technirama 70, показывался в кинотеатрах 70-мм Super Cinerama                                                                                         |
| 1968 | Космическая одиссея 2001 года                   | снят по системе Super Panavision 70 с некоторыми сценами в Todd-AO и MCS-70, показывался в кинотеатрах 70-мм Super Cinerama                                                 |
| 1968 | Полярная станция «Зебра»                        | снят по системе Super Panavision 70, показывался в кинотеатрах 70-мм Super Cinerama                                                                                         |
| 1969 | Krakatoa, East of Java                          | снят по системам Super Panavision 70 и Todd-AO, показывался в кинотеатрах 70-мм Super Cinerama                                                                              |
| 1970 | Song of Norway                                  | снят по системе Super Panavision 70, показывался в кинотеатрах 70-мм Super Cinerama только в Великобритании и Канаде                                                        |
| 1972 | The Great Waltz                                 | снят по 35-мм широкоэкранной системе Panavision, показывался в кинотеатрах 70-мм Super Cinerama только в Великобритании                                                     |
| 1974 | Run, Run, Joe!                                  | снят по широкоэкранной системе Todd-AO 35, показывался в кинотеатрах 70-мм Super Cinerama только в Великобритании                                                           |